# Neolamprologus petricola
Neolamprologus petricola är en fiskart som först beskrevs av Poll, 1949.  Neolamprologus petricola ingår i släktet Neolamprologus och familjen Cichlidae. IUCN kategoriserar arten globalt som livskraftig. Inga underarter finns listade i Catalogue of Life.